# Зондерегер, Эдуард Эдуардович
Эдуард Эдуардович Зондерегер — советский скрипач, дирижёр, концертмейстер, музыкальный педагог, заслуженный артист РСФСР (1983), заслуженный артист Карельской АССР (1957)

## Биография
Отец — Эдуард Эдуардович Зондерегер родился в 1883 в Санкт-Петербурге, музыкант оркестра, мать — Ванда Карловна, родилась в 1896 в местечке Вислица Келецкой губ.
В 1934 г. учился в группе одаренных детей при Ленинградской государственной консерватории у профессоров И. А. Зелихмана и Ю. И. Эйдлина.
В марте 1935 г. был выслан с семьей в Саратов на 5 лет.
В 1937 г. родители были репрессированы.
В 1940 г. — артист студии «Ленфильм».
В 1941 г. учился в музыкальной школе при Ленинградской государственной консерватории.
С 1941 г. — работал на шахте в Ленинске-Кузнецком шахтером.
С 1945 г. — преподаватель музыкальной школы Ленинска-Кузнецкого.
В 1947 г. окончил музыкальную школу при Ленинградской консерватории.
В 1951 г. окончил Ленинградскую консерваторию.
С 1951 г. — солист-скрипач Карельской государственной филармонии.
С 1971 г. — концертмейстер симфонического оркестра Карельского радио и телевидения.
С 1971 г. — доцент кафедры струнных инструментов Петрозаводского филиала Ленинградской государственной консерватории.
В 1975 г. организовал камерный оркестр Петрозаводской консерватории (в настоящее время камерный оркестр"Nord-West Studium").

## Семья
- Сын — Эдуард Эдуардович Зондерегер, мызыкант, дирижёр. Заслуженный артист Республики Карелии (2007)[3]

Внуки -
- Эдуард Эдуардович Зондерегер (родился 1989), скрипач, дипломант Международных музыкальных конкурсов[4].
- Александр Эдуардович Зондерегер (родился 1991), пианист, дипломант Международных музыкальных конкурсов[5].

## Награды
- Заслуженный артист Карельской АССР (1957).
- Заслуженный артист РСФСР (1983).